# Syzeuctus insolitus
Syzeuctus insolitus är en stekelart som beskrevs av Dali Chandra 1976. Syzeuctus insolitus ingår i släktet Syzeuctus och familjen brokparasitsteklar. Inga underarter finns listade i Catalogue of Life.